# Sati Grupo Textil
Sati Grupo Textil va ser una empresa tèxtil fundada l'any 1961 a la Garriga, per l'empresari Santiago Fisas i Mulleras.
L'empresa es dedicà inicialment en el camp del tissatge i els teixits tècnics, produint teixits industrials i també per a la llar. El 1968 es va obrir als mercats internacionals, fins a establir filials a França (va obrir una seu a Perpinyà el 1988), a Itàlia (va obrir una seu a Bolonya el 1994), a Alemanya, Portugal, la Xina i Rússia, a més de tenir presència en 50 països, amb 14.000 punts de venda. Amb el pas del temps, l'empresa va passar a ser controlada pels fills del fundador, Pablo Fisas i Ayxelà i Santiago Fisas i Ayxelà. Santiago Fisas pare (fundador) va ser president d'honor fins a la seva mort l'any 2009.
Una combinació de factors, tals com la crisi financera global del 2007-2012, els efectes de la bombolla immobiliària a Espanya, la forta competència exercida pels baixos preus d'Inditex i Ikea, i la mala gestió dels gerents va fer que Sati comencés a tenir pèrdues importants, d'uns 5 milions d'euros anuals. L'estiu de 2011 va accedir a un préstec del Fons de Rescat Industrial Avança de 2,5 milions d'euros i va fitxar a Manuel Martos (ex-directiu d'Abengoa) com a gerent per aplicar un pla de viabilitat, que va reestructurar la plantilla reduint un centenar de llocs de treball i rebaixant els salaris en un 9%. Incapaç de tirar endavant, l'empresa va entrar en concurs de creditors el juliol de 2013, amb un deute de 46 milions d'euros. Inicialment, el grup inversor Praedium (presidit per Alfonso Cirera) va fer una oferta vinculant, però finalment va ser adquirida pel grup francès Mortelecque (teixits tècnics) i Mercagaya, empresa liderada per l'actual director general de Sati. Això suposarà l'acomiadament de 169 dels seus 256 treballadors. El sindicat UGT va rebutjar l'ERO en considerar que mantenir un terç de la plantilla és "absolutament insuficient", remarcant que la mitjana d'edat dels treballadors era de 50 anys, i deien haver-se sentit "enganyats" per la direcció de Sati, ja que des de la presentació del concurs de creditors el juliol de 2013 havia assegurat tenir un comprador per a tota l'empresa i els seus 256 treballadors.